# Fins-Orthodoxe Kerk
De Fins-Orthodoxe Kerk (Fins: Suomen ortodoksinen kirkko; Zweeds: Ortodoxa kyrkan i Finland) is een Oosters-Orthodoxe Kerk die in 1921 ontstond uit de Russisch-Orthodoxe Kerk in het voormalige groothertogdom Finland van de Russische tsaren.
De Fins-Orthodoxe kerk werd in 1927 als autonoom erkend door het Oecumenisch patriarchaat van Constantinopel en in 1957 door het patriarchaat van Moskou. De kerk is vanouds sterk vertegenwoordigd in het vroeger Finse Karelië, maar ook aan de westkust. Net als de Evangelisch-Lutherse Kerk van Finland heeft ze de status van staatsgodsdienst.
Hoewel oorspronkelijk een deel van de Russisch-orthodoxe kerk, maakt deze kerk dus al bijna 100 jaar deel uit van het Oecumenisch patriarchaat, wat sedert 1957 ook door het Patriarchaat van Moskou wordt erkend en aanvaard.